# Big City Nights (singolo Scorpions)
Big City Nights è un brano musicale del gruppo Hard rock/Heavy metal Scorpions.
La canzone è stata scritta dal chitarrista ritmico Rudolf Schenker e dal cantante Klaus Meine. È inserita nell'album Love at First Sting, pubblicato nel 1984.
Big City Night è considerata un classico della band, che per questo la ripropone in quasi tutti i concerti che fa in giro per il mondo.
Nel 1984 MTV fa girare molto la canzone ed altre classiche dell'album in cui è contenuta come Rock You Like a Hurricane, Bad Boys Running Wild e Still Loving You.
Nel 2000 la canzone è stata riproposta nell'album Moment of Glory con i Berliner Philharmoniker, cantata però dall'ospite Ray Wilson dei Genesis. Big City Nights è inserita anche nelle seguenti raccolte: Best of Rockers 'n' Ballads, 20th Century Masters: The Millennium Collection: The Best of Scorpions, Deadly Sting: The Mercury Years, Gold, Box of Scorpions, Bad for Good: The Very Best of Scorpions e The Essential Scorpions.

## Tracce CD
1. Big City Nights
2. Bad Boys Running Wild

## Formazione
- Klaus Meine: voce
- Rudolf Schenker: chitarra solista
- Matthias Jabs: chitarra ritmica
- Francis Buchholz: basso
- Herman Rarebell: percussioni